# Udayan Vajpeyi
Udayan Vajpeyi (né à Bhopal en 1960) est un poète indien. Il a fait des études de médecine.

## Œuvre traduite en français
- Vie invisible, trad. de Franck André Jamme, Neuilly-sur-Seine, France, Éditions Ragage, coll. « Écrin », 2007, 107 p.  (ISBN 2-915460-39-6)